# Glen Cavender
Pour les articles homonymes, voir Cavender.
Glen Cavender est un acteur américain du cinéma muet, né le 19 septembre 1883 à Tucson (Arizona) et mort le 9 février 1962 à Hollywood, Los Angeles (Californie).

## Filmographie en tant qu'acteur

### 1914-1930
- 1914 : Charlot danseur (Tango Tangles) de Mack Sennett (CM) : batteur dans l'orchestre/un client (non crédité)
- 1914 : Her Fallen Hero (CM) : Gike Spearman - le patron de la pension
- 1914 : Charlot marquis (Cruel, Cruel Love) de George Nichols (CM) Bearded Doctor (non crédité)
- 1914 : Charlot garçon de café (Caught in a Cabaret) de Mabel Normand (CM) : le joueur de piano (non crédité)
- 1914 : Le Flirt de Mabel (Her Friend The Bandit) de Mack Sennett (CM) (non crédité)
- 1914 : Charlot et Fatty dans le ring (The Knockout) de Mack Sennett (CM) : un chanteur (non crédité)
- 1914 : Charlot et les Saucisses (Mabel's Busy Day) de Mabel Normand (CM) : un client (non crédité)
- 1914 : Charlot grande coquette (The Masquerader) de Charlie Chaplin (CM) : figuration (non crédité)
- 1914 : Charlot garde-malade (His New Profession) de Charlie Chaplin (CM) : un ivrogne/Cripple (non crédité)
- 1914 : Charlot concierge (The New Janitor) de Charlie Chaplin (CM) : Luke Connor (non crédité)
- 1914 : Charlot mitron (Dough and Dynamite) de Charlie Chaplin (CM) : le chef boulanger (non crédité)
- 1914 : Charlot et Mabel aux courses (Gentlemen of Nerve) de Charlie Chaplin (CM) : un spectateur/un policier (non crédité)
- 1914 : Cursed by His Beauty de Dell Henderson (CM)
- 1914 : Charlot papa (His Trysting Place) de Charlie Chaplin (CM) : cuisinier/le policier dans le parc (non crédité)
- 1914 : Le Roman comique de Charlot et Lolotte (Tillie's Punctured Romance) de Mack Sennett : le pianiste au restaurant / un policier / un client / … (non crédité)
- 1914 : Among the Mourners de Walter Wright (CM)
- 1914 : Charlot et Mabel en promenade (Getting Acquainted) de Charlie Chaplin (CM) : un passant (non crédité)
- 1915 : Mabel épouse Fatty (Mabel, Fatty and the Law) de Roscoe Arbuckle (CM)
- 1915 Le Neveu de Fatty (en) (Fatty's New Role) de Roscoe Arbuckle (CM) (non crédité)
- 1915 : Les Tribulations de Fatty (Fatty's Reckless Fling) de Roscoe Arbuckle (CM) : le detective
- 1915 Fatty fait une conquête (Fatty's Chance Aquaintance) de Roscoe Arbuckle (CM) : un homme dans le parc
- 1915 Fatty et Mabel à l'opéra (en) (That Little Band of Gold) de Roscoe Arbuckle (CM) (non crédité)
- 1915 : Fatty à la recherche de Mabel (Wished on Mabel) de Mabel Normand et Roscoe Arbuckle (CM) : un promeneur dans le parc
- 1915 Le Chien de Fatty (en) (Fatty's Faithful Fido) de Roscoe Arbuckle (CM) (non crédité)
- 1915 : La Volonté de Mabel (Mabel's Wilful Way) de Roscoe Arbuckle (CM) : le père de Mabel (non crédité)
- 1915 : Fatty teinturier (Fatty's Tintype Tangle) de Roscoe Arbuckle (CM) : le photographe
- 1915 Fatty et la plongeuse (Fickle Fatty's Fall) de Roscoe Arbuckle (CM)
- 1915 : Le Sous-marin pirate (A Submarine Pirate) de Charles Avery et Syd Chaplin (CM) : le génial inventeur
- 1915 : The Best of Enemies de Frank Griffin (CM)
- 1915 : Crooked to the End de Edwin Frazee et Walter C. Reed (CM)
- 1915 Fatty au théâtre (Fatty and the Broadway Stars) de Roscoe Arbuckle (CM) : un acteur
- 1916 Fatty et Mabel à la mer (Fatty and Mabel Adrift) de Roscoe Arbuckle (CM) I. Landem, Realtor
- 1916 : Because He Loved Her de Dell Henderson (CM)
- 1916 : The Village Blacksmith de Hank Mann (CM)
- 1916 : The Surf Girl d'Harry Edwards (CM) : un père en colère
- 1917 : Villa of the Movies d'Edward F. Cline (CM)
- 1917 : Her Torpedoed Love de Frank Griffin (CM)
- 1917 : A Dog Catcher's Love d'Edward F. Cline (CM)
- 1917 : Fatty chez lui (The Rough House) de Roscoe Arbuckle (CM)
- 1917 : The Pawnbroker's Heart d'Edward F. Cline (CM)
- 1917 : Erreur de chambre (A Bedroom Blunder) de Edward F. Cline et Hampton Del Ruth (CM) : le barman
- 1917 : Roping Her Romeo de Hampton Del Ruth et Fred Hibbard (CM) : un voyou
- 1917 : The Pullman Bride de Clarence G. Badger (CM)
- 1917 : Les Déboires de Philomène (Are Waitresses Safe?) de Hampton Del Ruth et Victor Heerman (CM) : le chef
- 1917 : That Night d'Edward F. Cline et Hampton Del Ruth (CM)
- 1918 : A Scrap of Paper de Roscoe Arbuckle (CM) : le Kaiser
- 1918 : The Kitchen Lady d'Edward F. Cline (CM) : le dompteur de lions
- 1918 : Those Athletic Girls d'Edward F. Cline et Hampton Del Ruth (CM) The Head of the School's Secretary
- 1918 : The Battle Royal de Hampton Del Ruth et F. Richard Jones (CM)
- 1918 : Her Screen Idol d'Edward F. Cline (CM)
- 1918 : The Summer Girls d'Edward F. Cline (CM) (non crédité)
- 1918 : Fatty cuisinier (The Cook) de Roscoe Arbuckle (CM)
- 1918 : Fatty shérif (The Sheriff) de Roscoe Arbuckle (CM)
- 1919 : Oh, What a Knight de Fred Hibbard (CM)
- 1919 : His Musical Sneeze de Jack White (CM)
- 1919 : The Merry Jailbirds de Fred Hibbard (CM)
- 1919 : Dabbling in Society de Reggie Morris (CM)
- 1919 : The Yellow Dog Catcher de John G. Blystone (CM)
- 1919 : Footlight Maids de John G. Blystone (CM)
- 1920 : Hungry Lions and Tender Hearts de Roy Del Ruth et Malcolm St. Clair (CM)
- 1920 : The Heart Snatcher de Roy Del Ruth (CM)
- 1920 : The Jazz Bandits de Roy Del Ruth (CM)
- 1920 : Through the Keyhole de Roy Del Ruth (CM)
- 1920 : Chase Me de Roy Del Ruth (CM)
- 1920 : His Noisy Still de Roy Del Ruth (CM)
- 1921 : Skirts de Hampton Del Ruth
- 1921 : Hearts of Youth de Tom Miranda et Millard Webb : Reuben Grey
- 1921 : Straight from the Shoulder de Bernard J. Durning : Pete
- 1921 : Little Miss Hawkshaw de Carl Harbaugh : Sock Wolf
- 1921 : What Love Will Do de William K. Howard : Abner Rowan
- 1921 : La Loi sacrée (The Primal Law) de Bernard J. Durning : Ruis
- 1922 Hold the Line de Slim Summerville (CM)
- 1922 : Iron to Gold de Bernard J. Durning : Sloan
- 1922 : The Pest de Jess Robbins (CM) : le propriétaire
- 1923 : Our Alley d'Eugene De Rue
- 1923 No Wedding Bells de Mort Peebles et Larry Semon (CM) : An Irate Husband
- 1923 : La Rue des vipères (Main Street), de Harry Beaumont : Harry Haydock
- 1924 : Love de Billy West (CM)
- 1924 : Lovemania de Al St. John (CM)
- 1925 : Pie-Eyed de Scott Pembroke et Joe Rock (CM) : Nightclub manager
- 1925 The Iron Mule de Roscoe Arbuckle avec Grover Jones comme prête-nom. (CM)
- 1925 : L'Épervier des neiges (The Snow Hawk) de Scott Pembroke et Joe Rock (CM) Midnight Mike
- 1925 : King Cotton de Hugh Fay (CM)
- 1925 : Un bleu dans la marine (Navy Blue Days) de Scott Pembroke et Joe Rock (CM) : Pete Vermicelli
- 1925 : Plus fort que Sherlock Holmes (The Sleuth) de Joe Rock et Harry Sweet (CM) : le mari
- 1925 : Waiting de Stephen Roberts (CM)
- 1925 : Keep Smiling de Albert Austin et Gilbert Pratt : Doublecrosser
- 1925 : Une nuit de folie (Manhattan Madness) de John McDermott  : 'Broken Nose' Murphy
- 1925 : The Movies de Roscoe Arbuckle (sous le pseudonyme de William Goodrich) (CM) : A Traffic Officer
- 1925 : The Fighting Dude de Roscoe Arbuckle (sous le pseudonyme de William Goodrich) (CM) : The Athletic Instructor
- 1926 : My Stars de Roscoe Arbuckle (sous le pseudonyme de William Goodrich) (CM) : le jardinier
- 1926 : Lickety Split de Norman Taurog (CM)
- 1926 : Careful Please de Norman Taurog (CM) (non crédité)
- 1926 Home Cured (en) de Roscoe Arbuckle (sous le pseudonyme de William Goodrich) (CM)
- 1926 Fool's Luck (en) de Roscoe Arbuckle (sous le pseudonyme de William Goodrich) (CM) : un policier (non crédité)
- 1926 His Private Life (en) de Roscoe Arbuckle (sous le pseudonyme de William Goodrich) (CM) : le Colonel
- 1926 : Here Comes Charlie de Norman Taurog (CM) : le père de Virginia
- 1926 : Honest Injun de Norman Taurog (CM) : l’étranger
- 1926 Move Along de Norman Taurog (CM) : un flic
- 1926 : Movieland de Norman Taurog (CM)
- 1926 : Le Mécano de la « General » (The General) de Clyde Bruckman et Buster Keaton : Captaine Anderson
- 1927 : Howdy Duke de Norman Taurog (CM) : Mr. Small
- 1927 : Listen Lena de Clem Beauchamp (CM)
- 1927 : Drama Deluxe de Norman Taurog (CM) : le shérif
- 1927 : Jungle Heat de Stephen Roberts (CM)
- 1927 : His Better Half de Norman Taurog (CM) : Glen
- 1927 : The Golf Nut de Harry Edwards (CM)
- 1927 : At Ease de Norman Taurog (CM)
- 1927 : Kilties de Norman Taurog (CM)
- 1927 : New Wrinkles de Norman Taurog (CM)
- 1927 : Papa's Boy de Norman Taurog (CM)
- 1928 : Smith's Army Life d'Alfred J. Goulding (CM)
- 1928 : Between Jobs (CM)
- 1928 : Love's Young Scream de William Watson (CM)
- 1928 : The Good-Bye Kiss de Mack Sennett : figuration (non crédité)
- 1928 : Sea Food de William Watson (CM)
- 1928 : Troubles Galore de Francis Martin (CM)
- 1928 : The Dizzy Diver de William Watson (CM) : The Commander
- 1928 : Loose Change de Harold Beaudine (CM)
- 1928 : A She Going Sailor de William Watson (CM)
- 1928 : A Jim Jam Janitor de Harry Edwards (CM) Lodge Brother
- 1928 : Lay On, MacDuff de Walter Graham (CM)
- 1928 : Ships of the Night de Duke Worne : Cramsey
- 1929 : Têtes à claques (Uncle Tom) de Phil Whitman (CM) : Bill Jones
- 1929 : Served Hot de Francis Martin (CM)
- 1929 : Taxi Spooks de Del Lord (CM) : Slug Grady
- 1929 : Taxi Dolls de Del Lord (CM) : le détective
- 1929 : His Big Minute de William Watson (CM)
- 1929 : Motoring Mamas de Phil Whitman (CM) : Vernon Vance
- 1929 : Don't Be Nervous de William Watson (CM) : un gangster (non crédité)
- 1929 : His Baby Daze de Gilbert Pratt (CM) : Mr. Marshall
- 1930 : Won by a Neck de Roscoe Arbuckle (sous le pseudonyme de William Goodrich) (CM) : Cafe Owner
- 1930 : A Hollywood Theme Song de William Beaudine (CM) l’officier allemand (non crédité)

### 1931-1936
- 1931 : Dance Hall Marge (CM) : le shérif (non crédité)
- 1931 : A College Racket (CM)
- 1931 : L'Afrique vous mord (CM) : Pete - Airline Representative (non crédité)
- 1931 : That's My Line de William Goodrich (CM)
- 1931 : The Nevada Buckaroo (en) de John P. McCarthy : le shérif Hank
- 1932 : Blonde Vénus : un officier (non crédité)
- 1932 : One Way Passage : French Bartender (non crédité)
- 1933 : Luxury Liner : Ship's Diner (non crédité)
- 1933 :  Après nous le déluge : Ammunition Factory Clerk (non crédité)
- 1933 : Capturé : German Sergeant at POW Camp (non crédité)
- 1934 : L'Espionne Fräulein Doktor : Civilian Bringing Beall to Von Sturm (non crédité)
- 1934 : Une nuit d'amour : figuration (non crédité)
- 1934 : British Agent : un policier russe (non crédité)
- 1934 : I Am a Thief : Second Train Conductor (non crédité)
- 1934 : Un soir en scène : Third Stage Hand (non crédité)
- 1935 : Ville frontière : Man Restraining Johnny in Courtroom Fight (non crédité)
- 1935 : Red Hot Tires (en) de D. Ross Lederman : Crew Member and Witness (non crédité)
- 1935 : Femmes d'affaires (Traveling Saleslady) de Ray Enright : Hotel Clerk (non crédité)
- 1935 : The Florentine Dagger de Robert Florey : Detective (non crédité)
- 1935 : Furie noire : Worried Miner (non crédité)
- 1935 : Les Hors-la-loi (G' Men) : Headwaiter (non crédité)
- 1935 : Dinky : Extra at Football Game (non crédité)
- 1935 : Lampes de Chine : Worried McCarger Employee (non crédité)
- 1935 : Bureau des épaves : Kolchak (non crédité)
- 1935 : Front Page Woman : Reporter (non crédité)
- 1935 : Ne pariez pas sur les blondes (Don't Bet on Blondes): Man Leaving Betting Window (non crédité)
- 1935 : Bright Lights : Backstage Worker in New York (non crédité)
- 1935 : We're in the Money : Extra at Wrestling Match (non crédité)
- 1935 : Little Big Shot : Bystander at Shooting (non crédité)
- 1935 : The Goose and the Gander : Detective George (non crédité)
- 1935 : Dr. Socrates (en) de William Dieterle : Townsman (non crédité)
- 1935 : Moonlight on the Prairie : Cowboy #1 in Saloon (non crédité)
- 1936 : Le Mort qui marche : Man in Courtroom (non crédité)
- 1936 : The Singing Kid : Stage Hand (non crédité)
- 1936 : I Married a Doctor (en) d'Archie Mayo : Dance Floor Extra (non crédité)
- 1936 : Héros malgré lui (Sons o' Guns) : German Ordered to Retreat (non crédité)
- 1936 : La Flèche d'or : Waiter (non crédité)
- 1936 : The Song of a Nation (CM) : Pianist (non crédité)
- 1936 : Bengal Tiger : Roustabout (non crédité)
- 1936 : Jail Break : Guard in Kitchen (non crédité)
- 1936 : Courrier de Chine (China Clipper) de Ray Enright : Pan American Union Waiter (non crédité)
- 1936 : En scène : Stagehand (non crédité)
- 1936 : Down the Stretch : Bettor at Racetrack (non crédité)
- 1936 : Here Comes Carter : Police Driver (non crédité)
- 1936 : Frivolités : Elevator Starter (non crédité)

### 1937-1940
- 1937 : Smart Blonde : Trooper Sergeant (non crédité)
- 1937 : Septième District (The Great O'Malley) de William Dieterle : Policeman at Robbery (non crédité)
- 1937 : Midnight Court : Counter Clerk (non crédité)
- 1937 : Justice des montagnes (Mountain Justice) de Michael Curtiz : Train Conductor (non crédité)
- 1937 : Melody for Two : Green Hill Waiter (non crédité)
- 1937 : Charlie Chan aux jeux olympiques (Charlie Chan at the Olympics) de H. Bruce Humberstone : Polizei Officer (non crédité)
- 1937 : Le Rescapé : Streetcar Conductor (non crédité)
- 1937 : Le Dernier Round : Ringsider - First Fight (non crédité)
- 1937 : Police judiciaire : George, Globe Chop House Manager (non crédité)
- 1937 : Public Wedding : Ticket Buyer for the Wedding (non crédité)
- 1937 : Talent Scout : Furniture Department Man (non crédité)
- 1937 : La Révolte (San Quentin) de Lloyd Bacon : Convict Hastings (non crédité)
- 1937 : Dance Charlie Dance : First Carpenter (non crédité)
- 1937 : Confession : Bailiff (non crédité)
- 1937 : Le Prince X : Secret Service Man (non crédité)
- 1937 : Varsity Show de William Keighley : Stagehand (non crédité)
- 1937 : Wine, Women and Horses : Dice-Game Player (non crédité)
- 1937 : En liberté provisoire : Plainclthesman at Train Wreck (non crédité)
- 1937 : Love Is on the Air : Second 7-11 Club Waiter (non crédité)
- 1937 : Submarine D-1 : Tripped Waiter (non crédité)
- 1937 : Expensive Husbands : Austrian Policeman at Jail (non crédité)
- 1937 : She Loved a Fireman : Spectator at Dance (non crédité)
- 1937 : Cette nuit est notre nuit : Trumpet Player (non crédité)
- 1938 : The Patient in Room 18 : Man with Sprinkler Hose (non crédité)
- 1938 : Blondes at Work : Locksmith (non crédité)
- 1938 : The Baroness and the Butler de Walter Lang : Peasant (non crédité)
- 1938 : Over the Wall : Referee for Robeck Fight (non crédité)
- 1938 : Beloved Brat : Fireman (non crédité)
- 1938 : L'École du crime : Policeman Outside Judge Clinton's Office (non crédité)
- 1938 : Little Miss Thoroughbred : Officer O'Reilly's Driver (non crédité)
- 1938 : Les hommes sont si bêtes (Men Are Such Fools) de Busby Berkeley : Waiter (non crédité)
- 1938 : My Bill : Mr. Perry, Man at Bank (non crédité)
- 1938 : Menaces sur la ville : Truck Driver (non crédité)
- 1938 : Le Mystérieux Docteur Clitterhouse : Alarm Company Clerk (non crédité)
- 1938 : Penrod's Double Trouble : Truck Driver Giving Penrod a Lift (non crédité)
- 1938 : L'Île des angoisses : Immigrant (non crédité)
- 1938 :  La Vallée des géants : Landowner (non crédité)
- 1938 : Garden of the Moon : Graham - Waiter (non crédité)
- 1938 : Broadway Musketeers : Dancing Extra/New Year's Eve Extra (non crédité)
- 1938 : Nuits de bal : Bartender (non crédité)
- 1938 : Jeunes filles en surveillance : Policeman (non crédité)
- 1938 : Troubles au Canada : Post Customer (non crédité)
- 1939 : Hommes sans loi (King of the Underworld) de Lewis Seiler : Deputy Shooting Bill (non crédité)
- 1939 : L'Île du diable (Devil's Island) de William Clemens : Gendarme on Train (non crédité)
- 1939 : Nancy Drew... Reporter de William Clemens : Extra, Office Worker/Bedbug Hotel Passerby (non crédité)
- 1939 : Terreur à l'ouest (The Oklahoma Kid) de Lloyd Bacon : Would-Be Settler (non crédité)
- 1939 : Service secret de l'air (Secret Service of the Air) de Noel M. Smith : Waiter (non crédité)
- 1939 : The Adventures of Jane Arden de Terry O. Morse : Crapshooter (non crédité)
- 1939 : On Trial de Terry O. Morse : Extra in Courtrom (non crédité)
- 1939 : The Man Who Dared de Crane Wilbur : Dick, Mayor's Chauffeur (non crédité)
- 1939 : Women in the Wind de John Farrow : Airport Policeman/Mob Scene Extra (non crédité)
- 1939 : Victoire sur la nuit d'Edmund Goulding : Headwaiter (non crédité)
- 1939 : Les Aveux d'un espion nazi (Confessions of a Nazi Spy) d'Anatole Litvak : figuration (non crédité)
- 1939 : Torchy Runs for Mayor de Ray McCarey : Store Customer (non crédité)
- 1939 : Code of the Secret Service de Noel M. Smith : Policeman (non crédité)
- 1939 : Nancy Drew... Trouble Shooter de William Clemens : First Townsman (non crédité)
- 1939 : Fausses Notes (Naughty But Nice) de Ray Enright : Extra at Bar (non crédité)
- 1939 : Le Vainqueur (Indianapolis Speedway) de Lloyd Bacon : Extra on Dance Floor (non crédité)
- 1939 : The Cowboy Quarterback de Noel M. Smith : Nightclub Waiter (non crédité)
- 1939 : Torchy Blane.. Playing with Dynamite de Noel M. Smith : Bellevue Apartments Landlord (non crédité)
- 1939 : The Angels Wash Their Faces de Ray Enright : Driver of Moving Cart/Policeman at Bowling Alley (non crédité)
- 1939 : Agent double (Espionage Agent) de Lloyd Bacon : Man in O'Grady Crowd (non crédité)
- 1939 : Sur les pointes (On Your Toes) de Ray Enright : Extra as Stagehand (non crédité)
- 1939 : The Monroe Doctrine de Crane Wilbur (CM) : l’ambassadeur de Prusse
- 1939 : Pack Up Your Troubles de H. Bruce Humberstone (non crédité)
- 1939 : Smashing the Money Ring de Terry O. Morse : Day Gate Guard (non crédité)
- 1939 : Les Fantastiques Années 20 (The Roaring Twenties) de Raoul Walsh : le patron du nightclub (non crédité)
- 1939 : Kid Nightingale de George Amy : Man Leaving Dynamite Dennis Fight (non crédité)
- 1939 : Everything Happens at Night d'Irving Cummings : un guide (non crédité)
- 1939 : Quatre Jeunes Femmes (Four Wives), de Michael Curtiz : un serveur à la réception du mariage (non crédité)

### 1940-1949
- 1940 : Brother Rat and a Baby de Ray Enright : Courtroom Extra (non crédité)
- 1940 : Calling Philo Vance de William Clemens : un employé du train (non crédité)
- 1940 : British Intelligence Service de Terry O. Morse : sous-officier Pfalz (non crédité)
- 1940 : Voyage sans retour (Til We Meet Again) d'Edmund Goulding : Ship Officwe (non crédité)
- 1940 : King of the Lumberjacks de William Clemens : un bûcheron (non crédité)
- 1940 : An Angel from Texas de Ray Enright : Lone Star Townsman/New York Passerby Extra (non crédité)
- 1940 : Flight Angels de Lewis Seiler : Passenger Exiting Airplane (non crédité)
- 1940 : The Man Who Talked Too Much de Vincent Sherman : un prisonnier (non crédité)
- 1940 : L'Étrangère (All This, and Heaven Too) d'Anatole Litvak : Jean (non crédité)
- 1940 : Pony Express Days de B. Reeves Eason (CM) : Man in St. Joseph Telegraph Office (non crédité)
- 1940 : The Man I Married d'Irving Pichel : un fonctionnaire (non crédité)
- 1940 : River's End de Ray Enright : le barman du saloon (non crédité)
- 1940 : Flowing Gold d'Alfred E. Green : un ouvrier (non crédité)
- 1940 : Finie la comédie (No Time for Comedy) de William Keighley : Actor in Show (non crédité)
- 1940 : Tugboat Annie Sails Again de Lewis Seiler (scènes coupées)
- 1940 : Lady with Red Hair de Curtis Bernhardt : Stage Doorman (non crédité)
- 1940 : She Couldn't Say No de William Clemens : Juror (non crédité)
- 1941 : Honeymoon for Three de Lloyd Bacon : un serveur au nightclub (non crédité)
- 1941 : The Great Mr. Nobody (en) de Benjamin Stoloff : On-looker at Fight (non crédité)
- 1941 : Des pas dans la nuit (Footsteps in the Dark) de Lloyd Bacon : le patron avec lunettes et moustache (non crédité)
- 1941 : Here Comes Happiness de Noel M. Smith : Man Getting Headlined Paper (non crédité)
- 1941 : L'Homme de la rue (Meet John Doe) de Frank Capra : figuration (non crédité)
- 1941 : Ma femme se marie demain (Affectionately Yours) de Lloyd Bacon : un pompier (non crédité)
- 1941 : Singapore Woman de Jean Negulesco : Glen, Mine Foreman (non crédité)
- 1941 : Million Dollar Baby de Curtis Bernhardt : un chauffeur (non crédité)
- 1941 : Underground de Vincent Sherman : l'homme qui donne à Sylvia son ticket de réclamation pour son bagage (non crédité)
- 1941 : Bullets for O'Hara (en) de William K. Howard : un pêcheur (non crédité)
- 1941 : Bad Men of Missouri (it) de Ray Enright : Tod (non crédité)
- 1941 : Three Sons o' Guns de Benjamin Stoloff : Second Expressman (non crédité)
- 1941 : Highway West de William C. McGann : le portier de l’hôtel (non crédité)
- 1941 : L'Entraîneuse fatale (Manpower) de Raoul Walsh : l'ivrogne viré du Midnight Club (non crédité)
- 1941 : Nine Lives Are Not Enough de A. Edward Sutherland : City Room Extra, Listening to Matt (non crédité)
- 1941 : Passage from Hong Kong (en) de D. Ross Lederman : figuration (non crédité)
- 1941 : The Body Disappears de D. Ross Lederman : un serveur (non crédité)
- 1942 : Bullet Scars de D. Ross Lederman : un journaliste (non crédité)
- 1942 : The Male Animal d'Elliott Nugent : un journaliste (non crédité)
- 1942 : Always in My Heart de Jo Graham : le second chauffeur de camion (non crédité)
- 1942 : Larceny, Inc. de Lloyd Bacon : Second Sandwich Man (non crédité)
- 1942 : La Glorieuse Parade (Yankee Doodle Dandy) de Michael Curtiz : un machiniste (non crédité)
- 1942 : Juke Girl de Curtis Bernhardt : le fermier qui aide Nick (non crédité)
- 1942 : Spy Ship de B. Reeves Eason : Karl, le radio-opérateur (non crédité)
- 1942 : La Maison de mes rêves (George Washington Slept Here) de William Keighley : Well Digger (non crédité)
- 1942 : The Hidden Hand de Benjamin Stoloff : le détective (non crédité)
- 1943 : Truck Busters de B. Reeves Eason : Mack (as Glenn Cavender)
- 1943 : L'ange des ténèbres (Edge of Darkness) de Lewis Milestone : un ouvrier (non crédité)
- 1943 : Quand le jour viendra (Watch on the Rhine) de Herman Shumlin : un employé de l'Ambassade d'Allemagne (non crédité)
- 1943 : Du sang sur la neige (Northern Pursuit) de Raoul Walsh : Workman (non crédité)
- 1949 : Le Rebelle (The Fountainhead) de King Vidor : un badaud (non crédité)